# Сускиу
Сускиу (на гръцки: Σουσκιού, Сускю̀) е село в Кипър, окръг Пафос. Според статистическата служба на Република Кипър през 2001 г. селото има 2 жители.
Намира се на 4 км северно от Куклия.